# Renovatio Imperii

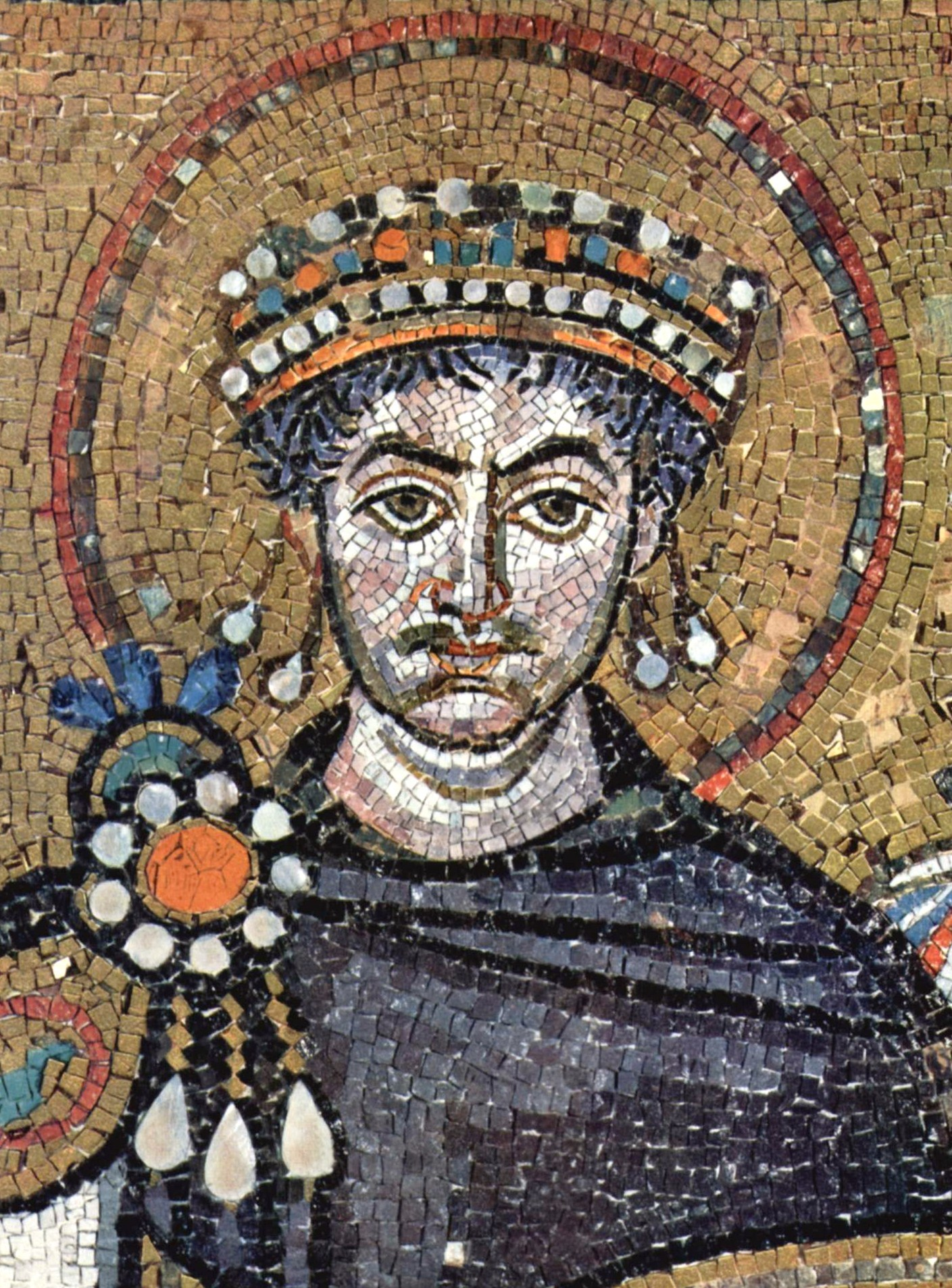
Mosaico de Justiniano I.

Mapa do Império Bizantino em meados do século VI. Em alaranjado, as conquistas durante o reinado de Justiniano I.

Renovatio Imperii ou Recuperatio imperii foi um programa militar idealizado pelo Imperador bizantino Justiniano I com o fim de recuperar os territórios que outrora pertenceram ao Império Romano do Ocidente e que agora estavam sob o comando de povos bárbaros. A reunificação do Império Romano era uma ideia popular já no século V, já que se trata duma formulação que responde aos sentimentos expressados por amplas seções da população do Ocidente (sobretudo entre o extrato senatorial urbano e setores vinculados à administração) e em parte pelo governo do Oriente, que intelectualmente jogava com a continuidade imperial no Ocidente; de fato, o sentimento de "romanidade" se encontra no século VI amplamente estendido por todo o Império e é correspondido pela ideologia oficial do governo imperial — segundo a qual este não desapareceu do Ocidente, e sim que os bárbaros ali governavam em nome do Imperador do Oriente e sob a intelligentia de Constantinopla (por exemplo, é o caso do escritor Juan Lido, contemporâneo de Justiniano I. 
Estes sentimentos são aproveitados pela administração de Justiniano I para realizar precisamente uma política em consonância com eles — fosse sincera ou não. Este programa foi dirigido pelo brilhante militar romano Belisário, que conseguiu recuperar o norte da África, o sul da Península Ibérica, e a totalidade da Itália. Nas três invasões de reconquista do programa do Império, usava-se sempre a alegação de que os interesses imperiais nas regiões haviam sido violados, quase sempre com a deposição ou morte de um rei que fosse favorável aos romanos. Assim, efetuava-se a invasão e a posterior dominação. 
Todavia, o Império Romano do Oriente debilitou-se para os desafios que viria a enfrentar futuramente, além de ter ficado alquebrado financeiramente. As Guerras Góticas, contra os ostrogodos italianos foram as mais danosas. Os sucessores de Justiniano I não tinham a capacidade de sustentar permanentemente essas reconquistas e revidar novos ataques; boa parte dos territórios não tardaram a sair novamente do império após a morte de Justiniano I. Pior ainda, devido à fragilidade gerada com tamanho esforço, os romanos perderiam a Síria, Palestina e Egito, em meados do século VII, aos árabes. 

## Conceitos similares
- Recuperatio imperii (nome com o qual também se conhece o programa idealizado por Justiniano I).
- Restauratio imperii (nome com o qual também se pode designar o Império Carolíngio ou o Sacro Império Romano dos otonianos).
- Translatio imperii (conceito utilizado para justificar o Império Romano Oriental frente ao Papado na luta entre ambos os poderes universais).